# Airbus SE
Airbus SE este o corporație europeană din domeniul aerospațial. Activitatea principală a companiei este proiectarea și fabricarea aeronavelor comerciale, dar aceasta deține și divizii separate pentru apărare, spațiu și elicoptere. Airbus a fost mult timp cel mai important producător de elicoptere la nivel mondial. În 2019, acesta a devenit cel mai mare producător de avioane de linie din lume.
Compania a fost înființată în anul 2000 sub denumirea de European Aeronautic Defence and Space Company (EADS), prin fuziunea dintre Aérospatiale-Matra (Franța), DASA (Germania) și CASA (Spania). Ulterior, compania a preluat în totalitate subsidiara Airbus Indistrie GIE, un joint venture al unor companii aerospațiale europene, înființat în 1970 pentru a dezvolta și produce un avion de mari dimensiuni capabil să concureze cu aeronavele fabricate în Statele Unite. Holdingul a primit denumirea actuală în aprilie 2017.

Sediul social al Airbus este înregistrat în Leiden, Țările de Jos, iar biroul principal al companiei este situat în Blagnac, Franța. SE din denumirea sa oficială înseamnă Societas Europaea. Compania face parte din indicele bursier EURO STOXX 50.
|  | Aérospatiale (est. 1970) |
|  |                          |
|  | Matra (est. 1937)        |
|  |                          |

|  | Daimler-Benz (divizia aerospațială) (est. 1926) |
|  |                                                 |
|  | Dornier Flugzeugwerke (est. 1922)               |
|  |                                                 |
|  | Messerschmitt-Bölkow-Blohm (MBB) (est. 1968)    |
|  |                                                 |

|  | Aérospatiale (est. 1970) |
|  |                          |
|  | Matra (est. 1937)        |
|  |                          |

|  | Daimler-Benz (divizia aerospațială) (est. 1926) |
|  |                                                 |
|  | Dornier Flugzeugwerke (est. 1922)               |
|  |                                                 |
|  | Messerschmitt-Bölkow-Blohm (MBB) (est. 1968)    |
|  |                                                 |

| Evoluția Airbus SE   |                      |                                                  |                                                  |                                                  |                                                  |                                                  |                                                  |                              |                              |                              |                              |                              |
| Dec 1970             | Ian 1992             | Iul 2000                                         | Sep 2000                                         | Ian 2001                                         | Dec 2006                                         | Apr 2009                                         | Sep 2010                                         | Ian 2014                     | Mai 2015                     | Ian 2017                     | Apr 2017                     |                              |
|                      |                      | European Aeronautic Defence and Space Company NV | European Aeronautic Defence and Space Company NV | European Aeronautic Defence and Space Company NV | European Aeronautic Defence and Space Company NV | European Aeronautic Defence and Space Company NV | European Aeronautic Defence and Space Company NV | Airbus Group NV              | Airbus Group SE              | Airbus Group SE              | Airbus SE                    | Airbus SE                    |
| Airbus Industrie GIE | Airbus Industrie GIE | Airbus Industrie GIE                             | Airbus Industrie GIE                             | Airbus SAS                                       | Airbus SAS                                       | Airbus SAS                                       | Airbus SAS                                       | Airbus SAS                   | Airbus SAS                   |                              | Airbus SE                    | Airbus SE                    |
| Airbus Industrie GIE | Airbus Industrie GIE | Airbus Industrie GIE                             | Airbus Industrie GIE                             |                                                  |                                                  | Airbus Military SAS                              | Airbus Military SAS                              | Airbus Defence and Space SAS | Airbus Defence and Space SAS | Airbus Defence and Space SAS | Airbus Defence and Space SAS | Airbus Defence and Space SAS |
|                      |                      | EADS Defence and Security                        | EADS Defence and Security                        | EADS Defence and Security                        | EADS Defence and Security                        | EADS Defence and Security                        | Cassidian SAS                                    | Airbus Defence and Space SAS | Airbus Defence and Space SAS | Airbus Defence and Space SAS | Airbus Defence and Space SAS | Airbus Defence and Space SAS |
|                      |                      | Astrium SAS                                      | Astrium SAS                                      | Astrium SAS                                      | EADS Astrium SAS                                 | EADS Astrium SAS                                 | EADS Astrium SAS                                 | Airbus Defence and Space SAS | Airbus Defence and Space SAS | Airbus Defence and Space SAS | Airbus Defence and Space SAS | Airbus Defence and Space SAS |
|                      | Eurocopter SA        | Eurocopter SA                                    | Eurocopter SAS                                   | Eurocopter SAS                                   | Eurocopter SAS                                   | Eurocopter SAS                                   | Eurocopter SAS                                   | Airbus Helicopters SAS       | Airbus Helicopters SAS       | Airbus Helicopters SAS       | Airbus Helicopters SAS       | Airbus Helicopters SAS       |

## Produse
| Aeronavă                    | Descriere                           | Capacitate locuri | Primul zbor        | Ultima livrare    | Comenzi | Livrări | Nelivrate | În operare |
| --------------------------- | ----------------------------------- | ----------------- | ------------------ | ----------------- | ------- | ------- | --------- | ---------- |
| A220                        | 2 motoare, fuselaj îngust           | 100 - 150         | 16 septembrie 2013 |                   | 904     | 396     | 508       | 396        |
| A300                        | 2 motoare, fuselaj larg             | 228 - 254         | 28 octombrie 1972  | 12 iulie 2007     | 561     | 561     | —         | 210        |
| A310                        | 2 motoare, fuselaj larg             | 190 - 230         | 3 aprilie 1982     | 15 iunie 1998     | 255     | 255     | —         | 48         |
| A320                        | 2 motoare, fuselaj îngust           | 107 - 185         | 22 februarie 1987  |                   | 19,112  | 11,918  | 7,194     | 10,982     |
| A330                        | 2 motoare, fuselaj larg             | 246 - 300         | 2 noiembrie 1992   |                   | 1,865   | 1,627   | 238       | 1,464      |
| A340                        | 4 motoare, fuselaj larg             | 210 - 370         | 25 octombrie 1991  | 16 iulie 2010     | 377     | 377     | —         | 193        |
| A350                        | 2 motoare, fuselaj larg             | 300 - 410         | 14 iunie 2013      |                   | 1,363   | 645     | 718       | 644        |
| A380                        | 4 motoare, fuselaj larg, două punți | 555 - 853         | 27 aprilie 2005    | 16 decembrie 2021 | 251     | 251     | —         | 220        |
| Date din 28 februarie 2025. |                                     |                   |                    |                   |         |         |           |            |

|      | Venituri (€ miliarde) | Venituri operaționale (€ miliarde) | Valoare comenzi (€ miliarde) | Comenzi neîndeplinite | Comenzi primite | Livrări de aeronave | Număr de angajați |
| ---- | --------------------- | ---------------------------------- | ---------------------------- | --------------------- | --------------- | ------------------- | ----------------- |
| 2016 | 49.2                  | 1.5                                | 1,010                        | 6,874                 | 731             | 688                 | 73,852            |
| 2017 | 43.4                  | 2.2                                | 950                          | 7,265                 | 1,109           | 718                 | 74,542            |
| 2018 | 47.9                  | 4.2                                | 411                          | 7,577                 | 747             | 800                 | 80,924            |
| 2019 | 54.7                  | 1.7                                | 424                          | 7,482                 | 768             | 863                 | 80,985            |
| 2020 | 34.2                  | −1.3                               | 324                          | 7,184                 | 268             | 566                 | 78,487            |
| 2021 | 36.1                  | 4.1                                | 345                          | 7,082                 | 507             | 611                 | 73,560            |
| 2022 | 41.4                  | 4.8                                | 390                          | 7,239                 | 820             | 661                 | 79,134            |
| 2023 | 47.7                  | 3.6                                | 490                          | 8,598                 | 2,094           | 735                 | 90,032            |

## Parteneriate
| Name                              | Holding | Description                                                      |
| --------------------------------- | ------- | ---------------------------------------------------------------- |
| Airbus Canada Limited Partnership | 75%     | producător Airbus A220                                           |
| ArianeGroup                       | 50%     | producător de vehicule de lansare spațială Ariane 5 și Ariane 6  |
| ATR                               | 50%     | producător de aeronave regionale ATR 42 și ATR 72                |
| Dassault Aviation                 | 10,53%  | producător ale avioanelor de luptă Rafale și Falcon business jet |
| Eurofighter                       | 46%     | producător al avionului de luptă Typhoon                         |
| MBDA                              | 37,5%   | producător de sisteme de rachete                                 |
| NHIndustries                      | 62,5%   | producător de elicopter militar NH90                             |
| Panavia Aircraft                  | 42,5%   | producător al avionului de luptă Tornado                         |

## Subsidiare
Venituri pe diviziuni, în 2023:
     Aeronave comerciale (72%)
     Apărare și Spațiu (17%)
     Elicoptere (11%)
- Airbus APWorks[27]
- AirBusiness Academy[28]
- Airbus Flight Academy
- Airbus Group, Inc. - compania holding din SUA pentru activitățile din America de Nord ale grupului
- Airbus Transport International - companie aeriană de transport de marfă
- Airbus Protect[29]
- Airbus Crisa[30]
- Dornier Consulting
- GPT[31]
- NAVBLUE
- Premium AEROTEC[32]
- Satair
- Airbus Atlantic
- Testia
- UP42[33]
- VoltAir

## Controverse
În iulie 2014, DNA a investigat modul în care autoritățile au acordat un contract informatic în valoare totală de 700 milioane euro privind securizarea frontierelor încheiat cu EADS.

## Galerie

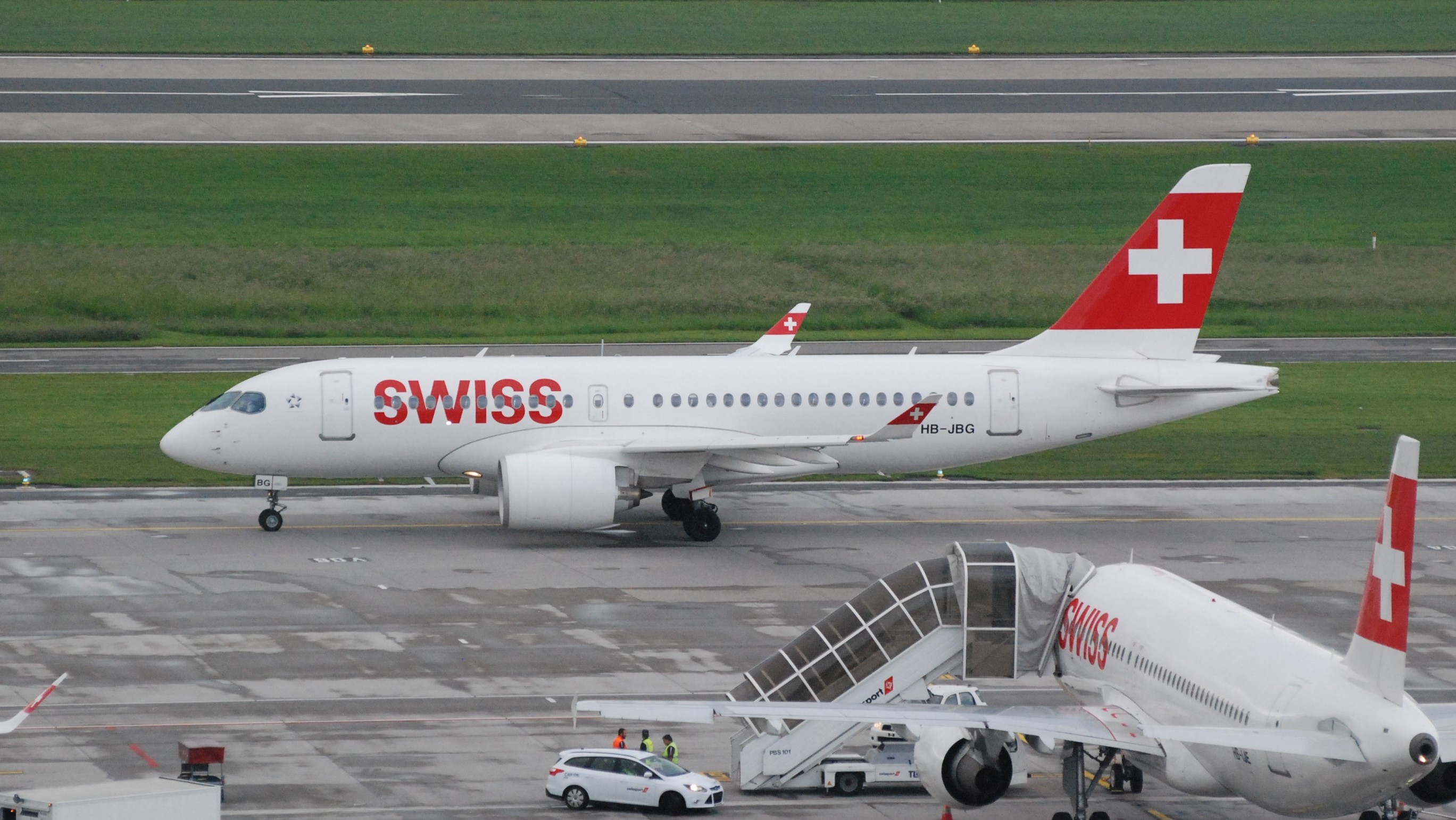
Airbus A220
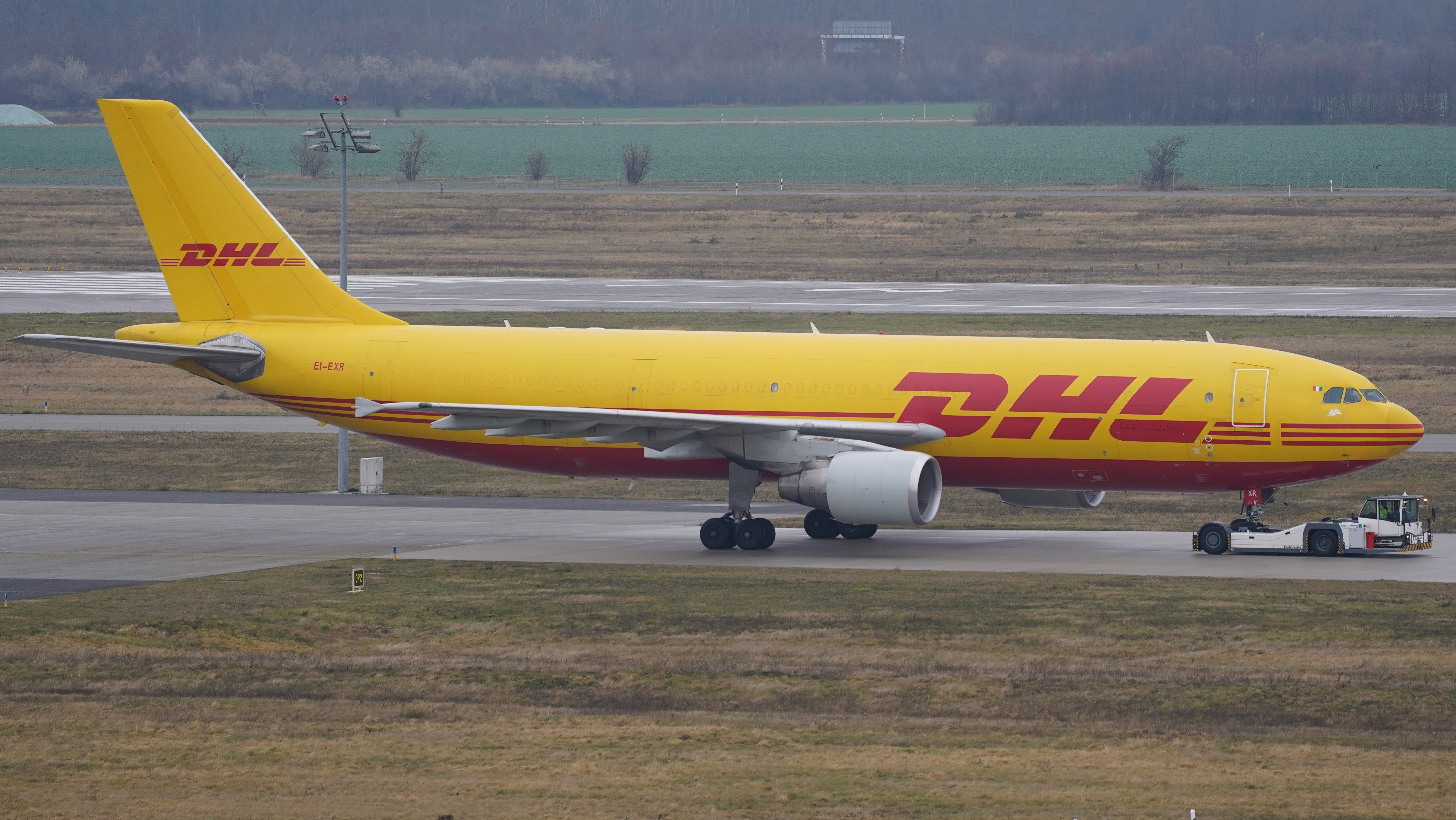
Airbus A300
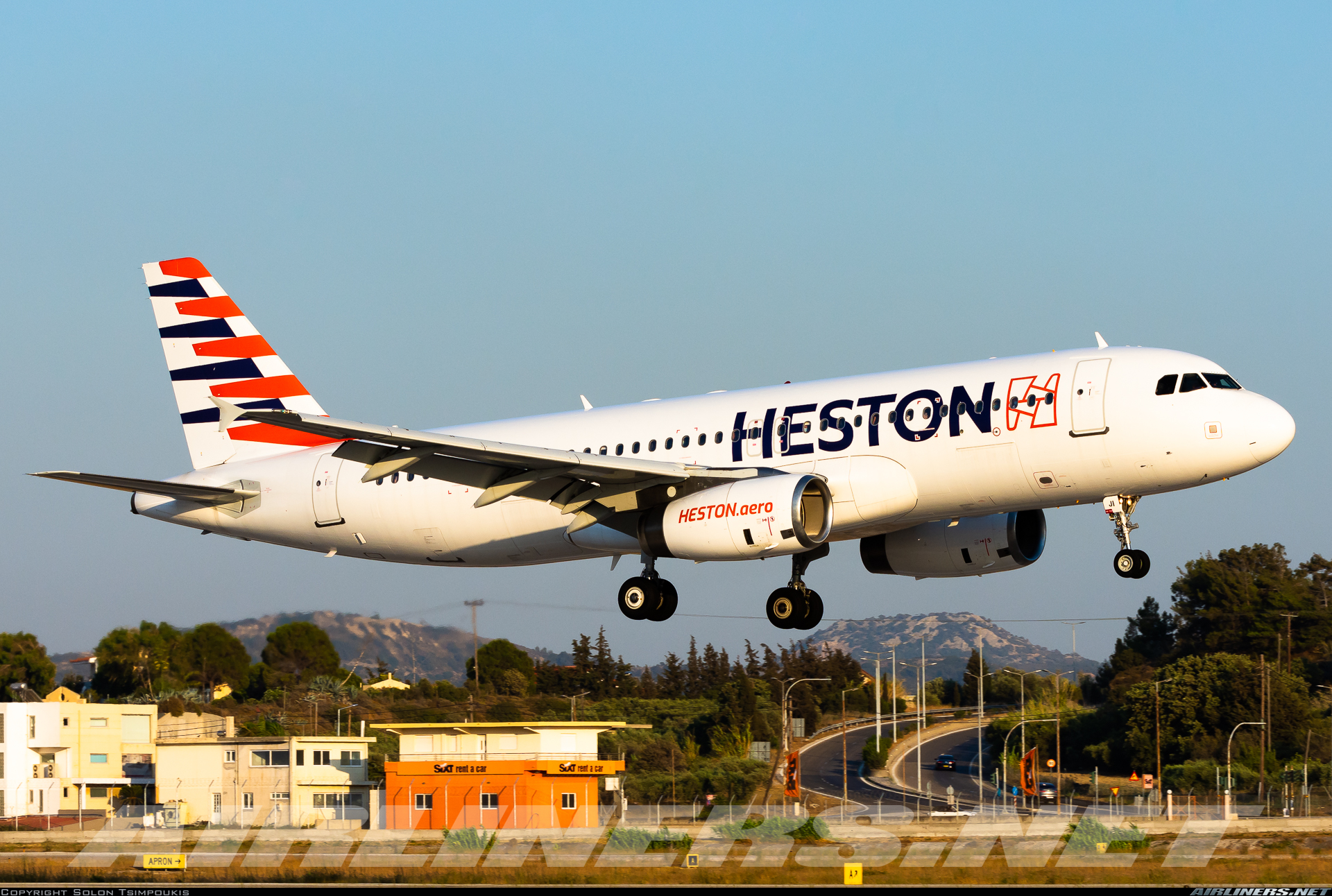
Airbus A320
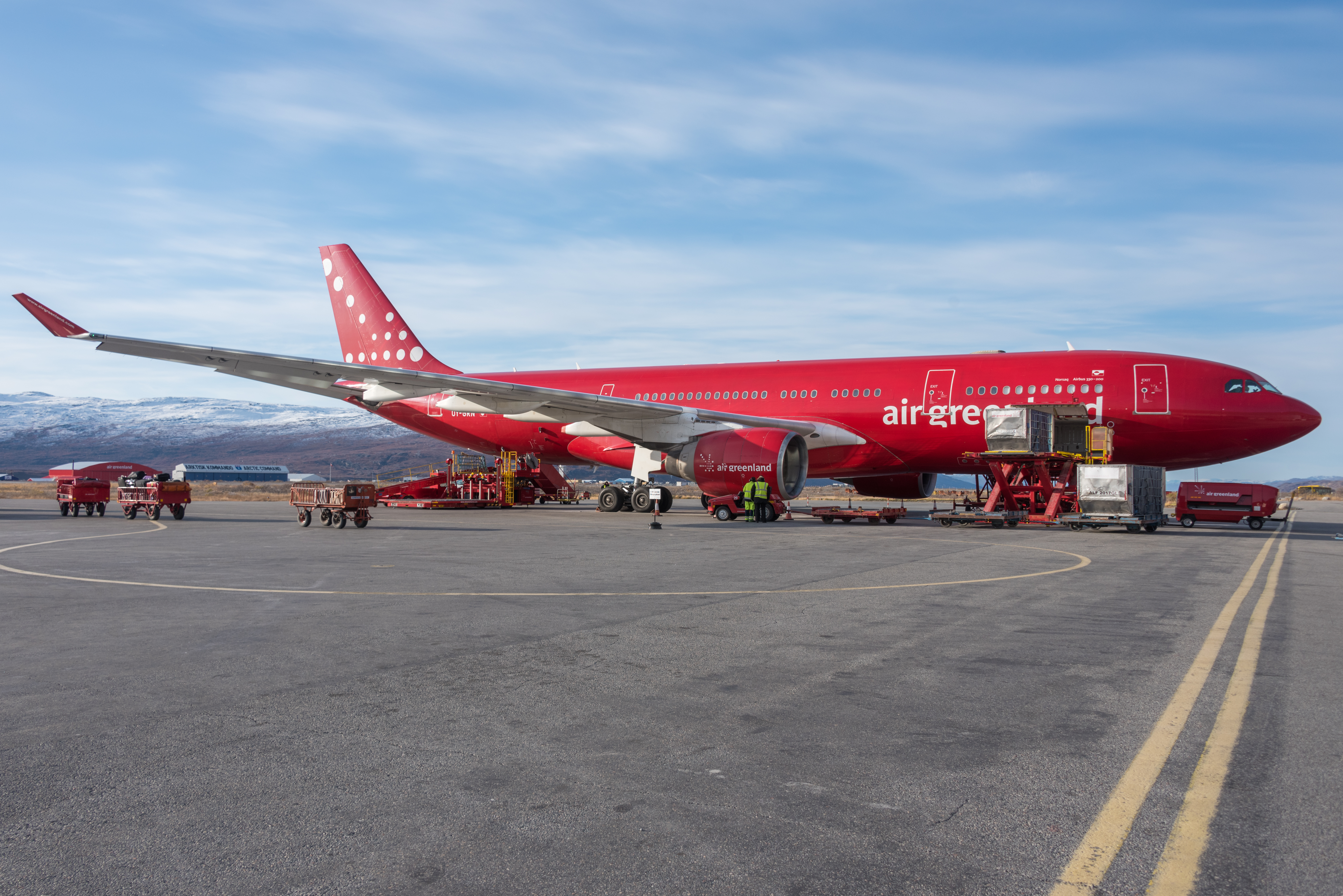
Airbus A330
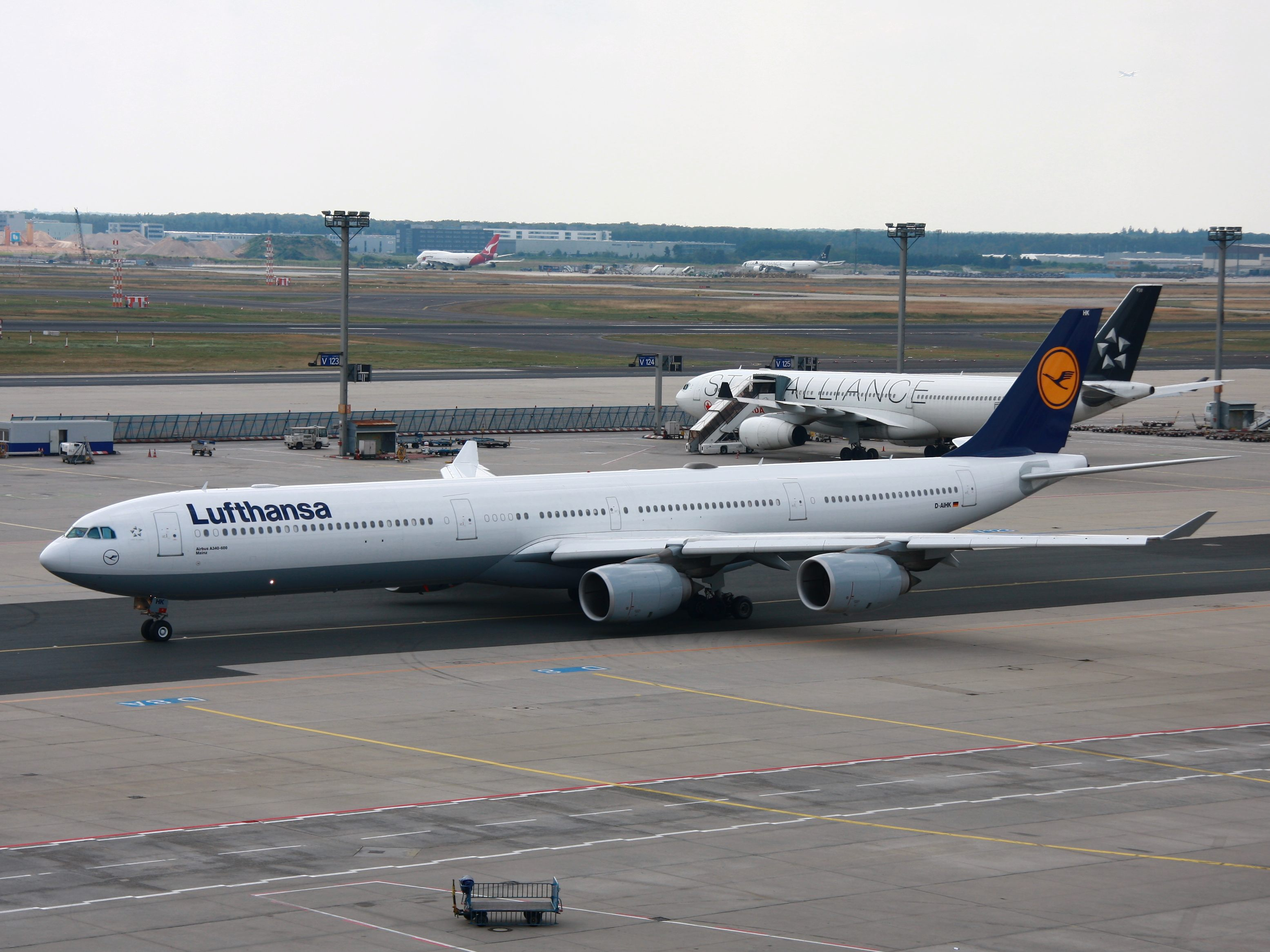
Airbus A340
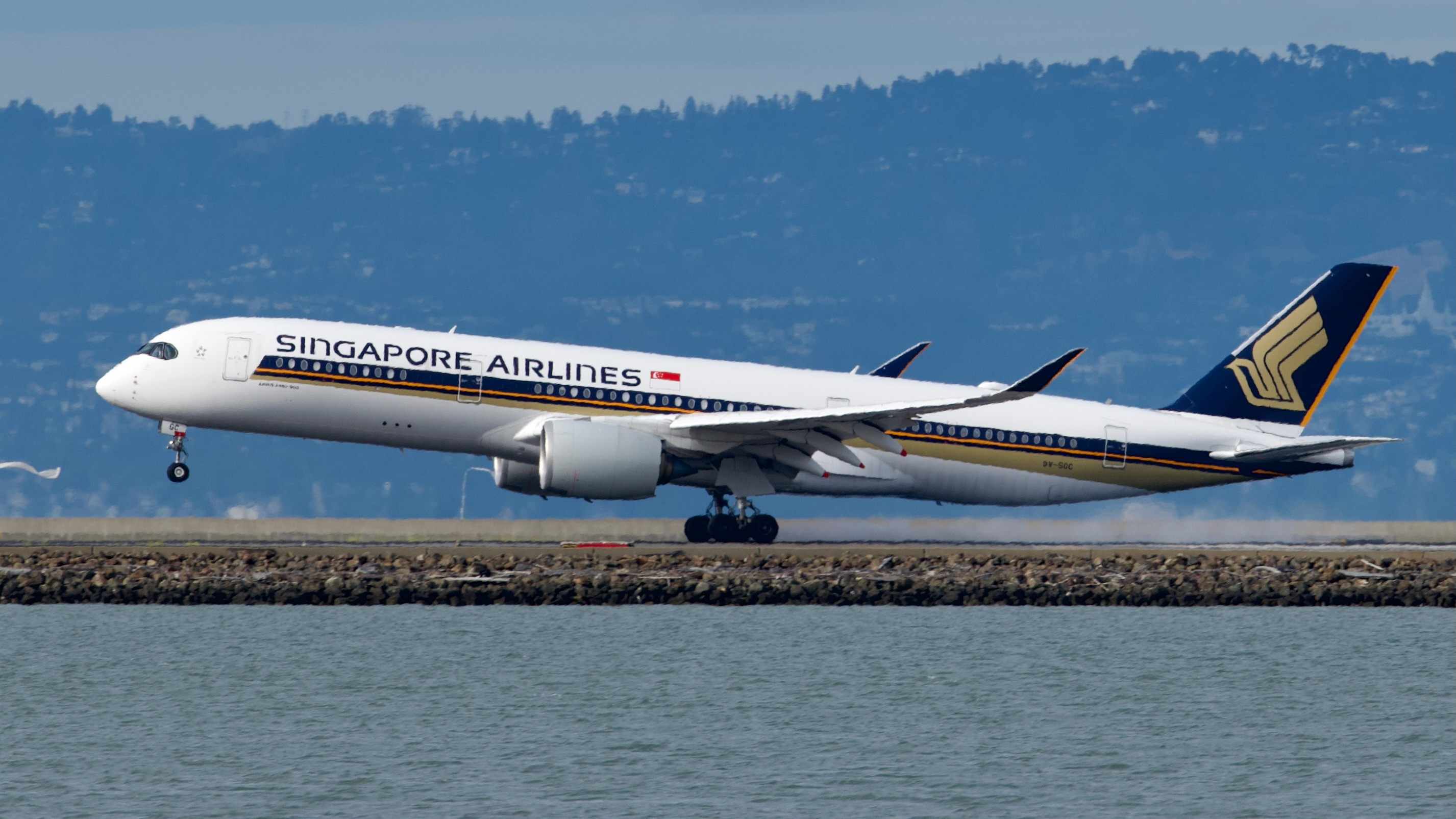
Airbus A350
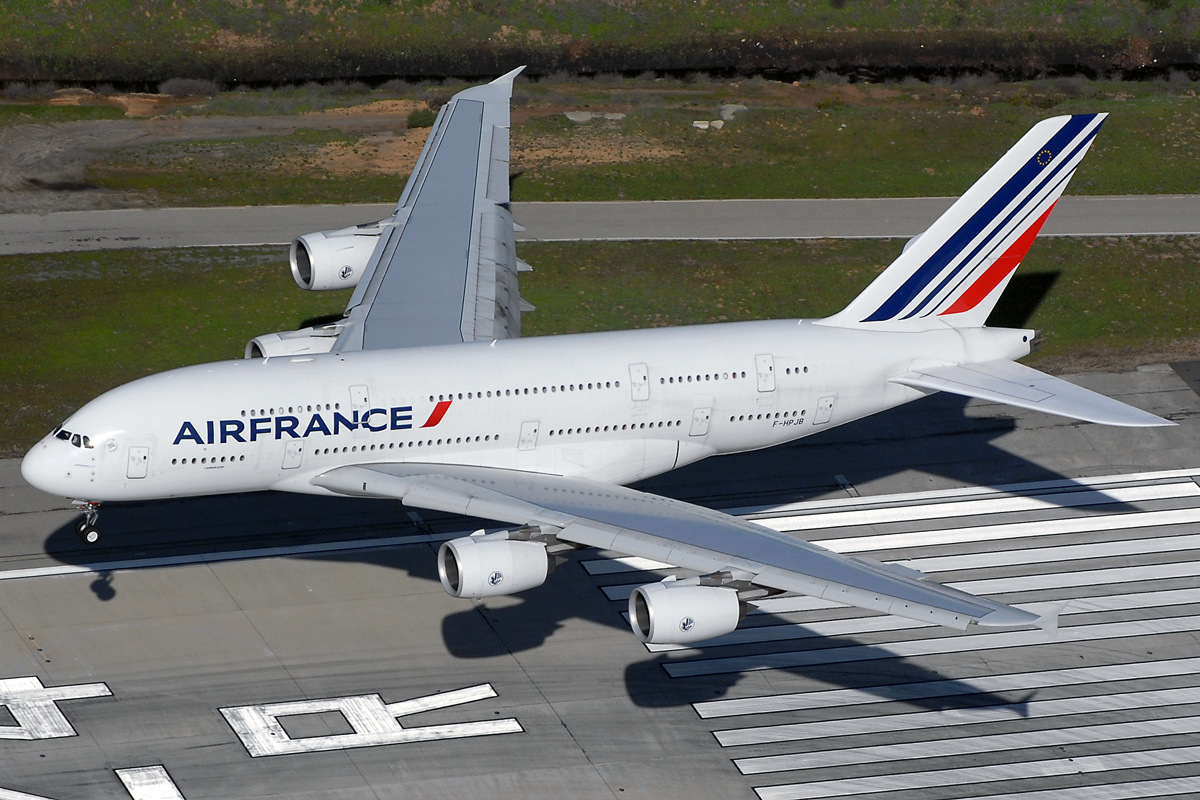
Airbus A380
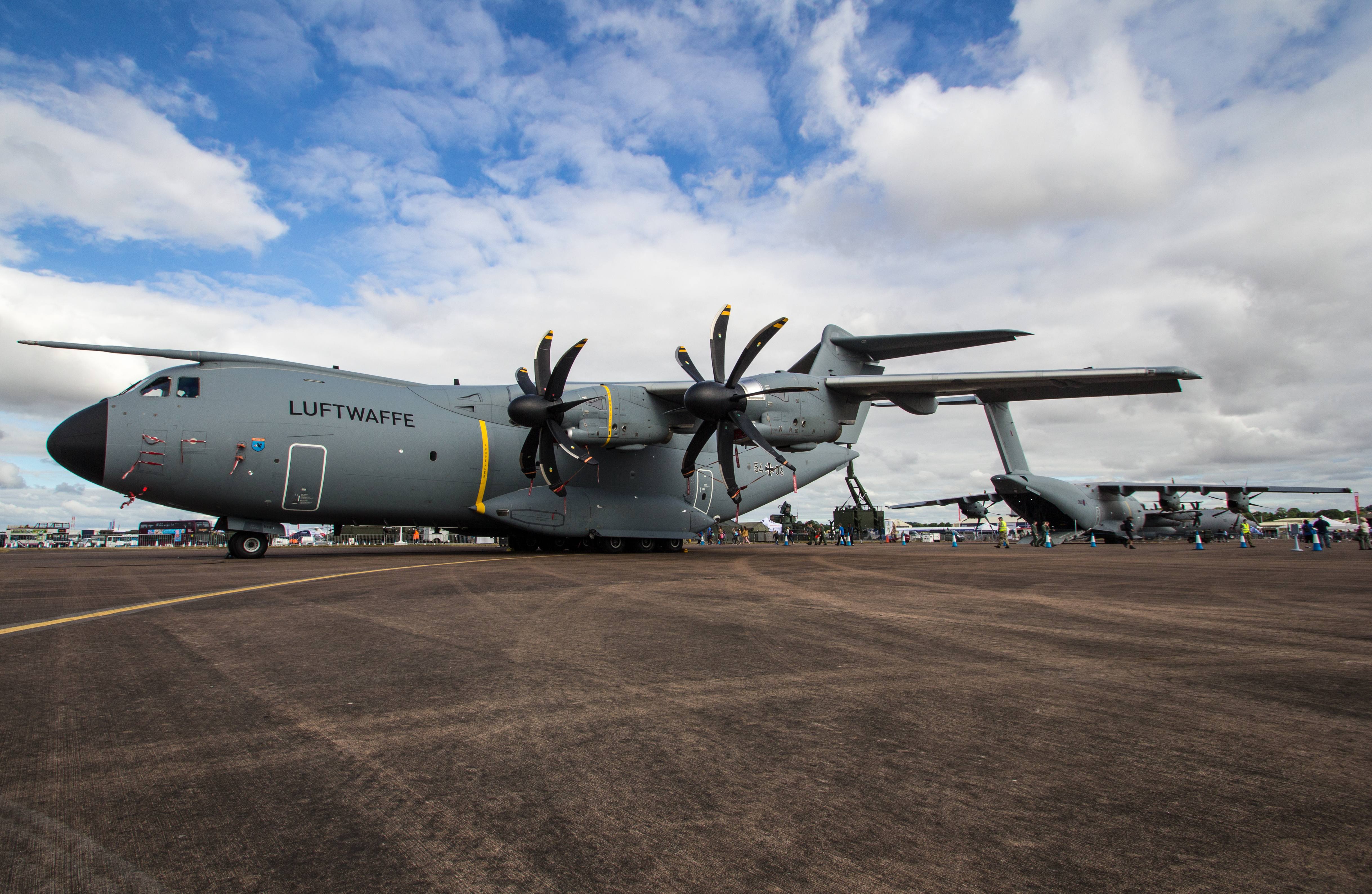
Airbus A400M Atlas
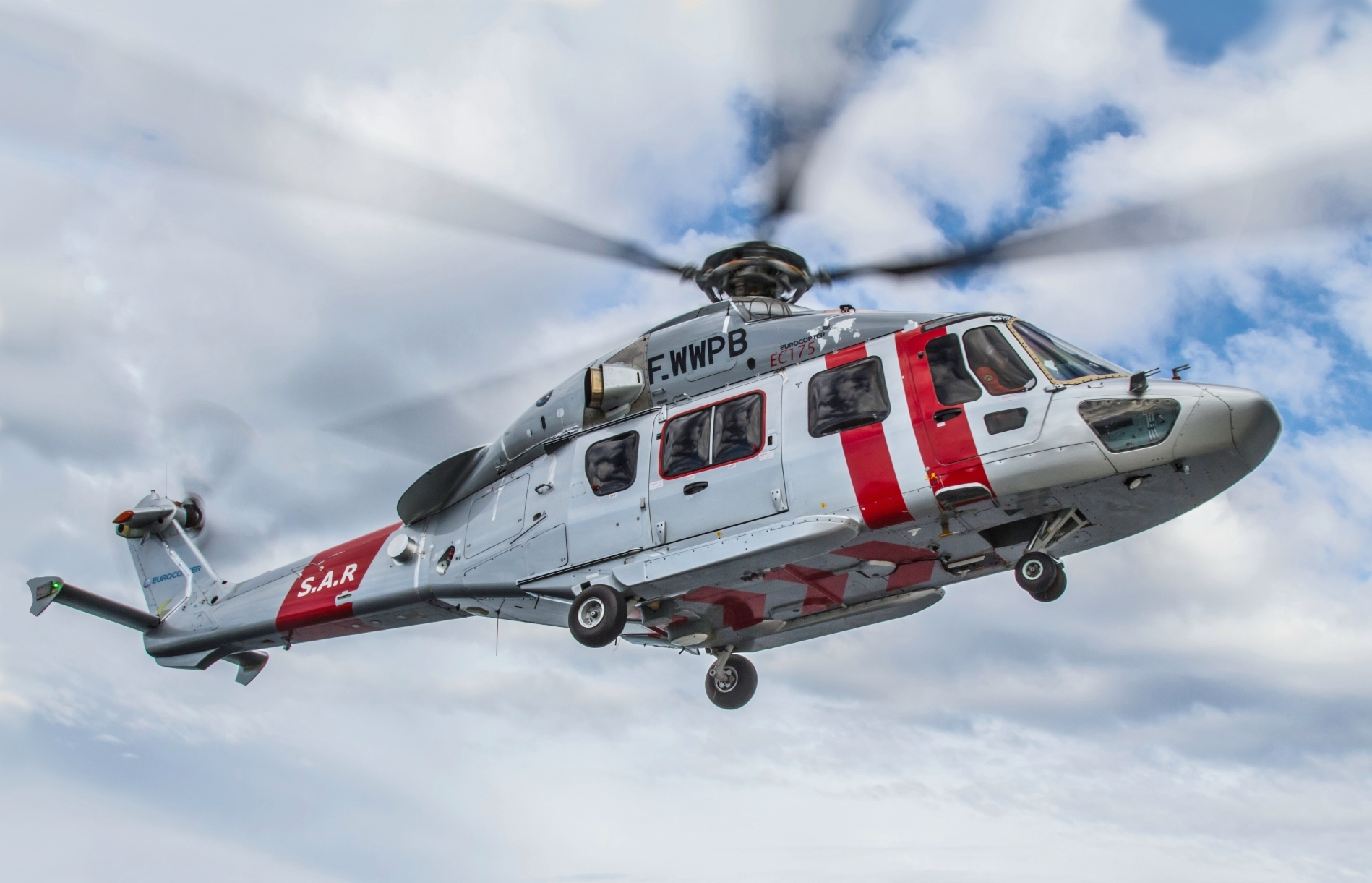
Airbus H175